# Yolillal
Yolillal es un distrito del cantón de Upala, en la provincia de Alajuela, de Costa Rica.

## Historia
Yolillal fue creado el 26 de noviembre de 1980 por medio de Decreto Ejecutivo 12092-G.

## Geografía
Yolillal cuenta con un área de 139,62 km² y una altitud media de 39 m s. n. m.

## Demografía
Para el año 2022, Yolillal cuenta con una población estimada de 4145 habitantes, y para el último censo efectuado, en 2011, Yolillal contaba con una población de 3308 habitantes.

## Localidades
- Cabecera: San Isidro de Zapote
- Poblados: Cabanga, Campo Verde, Carmen, Cinco Esquinas, Chimurria Abajo, Flores, Jobo, Montecristo, Nazareth, Quebrada Grande, San Gabriel, San Jorge, Socorro, Virgen, San Isidro y San Antonio.

## Transporte

### Carreteras
Al distrito lo atraviesan las siguientes rutas nacionales de carretera:
- Ruta nacional 4
- Ruta nacional 138
- Ruta nacional 731